# 万建中 (农学家)
万建中（1917年—1991年），湖北大冶人，中华人民共和国农学家。

## 生平
1945年，毕业于西北农学院，后赴美国威斯康辛大学留学，获硕士学位，1949年获博士学位。1950年回国，历任西北农学院副教授、教授、教务长、院长，陕西省武功农业科研中心协调委员会主任。此外他还兼任中国农业经济学会副理事长，农业经济现代化研究会理事长，著有《宁夏盐池农村经济调查综合报告》等。